# Jean-Claude Rudaz
Pas d'image ? Cliquez ici
Jean-Claude Rudaz, né le 23 juillet 1942 à Sion, est un ancien pilote automobile suisse.

## Parcours sportif
Il fait ses débuts en compétition en Formule Junior, au début des années 1960, avant de racheter à Rob Walker, début 1964, la Cooper T60 pilotée par Joakim Bonnier la saison précédente. Au volant de cette monoplace, il dispute son premier Grand Prix pour l'écurie Fabre Urbain, à Syracuse, une épreuve hors-championnat du monde. Qualifié devant la Lotus officielle de Peter Arundell, il abandonne sur bris de suspension peu après la mi-course. Il dispute ensuite, toujours chez Fabre Urbain, l'International Trophy, à Silverstone, où il termine dernier. Engagé au Grand Prix de la Méditerranée, il déclare forfait.
Il se tourne alors vers la course de côte, et se classe septième de la course de côte du Mont Ventoux ; il remporte ensuite la victoire absolue à Sierre-Crans-Montana. 
Toujours au volant de sa Cooper, il se qualifie à la vingtième des vingt-et-une place de la grille du Grand Prix d'Italie, à Monza ; la casse de son moteur Climax l'empêche de participer à la course. 
Rudaz tente sa chance aux 24 Heures du Mans, partageant une René Bonnet Aérodjet à moteur Renault-Gordini officielle avec Pierre Monneret ; ils abandonnent, moteur cassé au soixante-deuxième tour.
Il installe ensuite un moteur Maserati sur sa Cooper mais un accident lors de la course de côte de Lure, en 1965, met un terme à sa carrière.
Il fonde, en 1973, la Transvalair, une compagnie aérienne spécialisée dans le transport de frets.

## Résultats en championnat du monde de Formule 1
| Saison | Écurie       | Châssis    | Moteur    | Pneus  | GP disputés     | Points inscrits | Classement |
| ------ | ------------ | ---------- | --------- | ------ | --------------- | --------------- | ---------- |
| 1964   | Fabre Urbain | Cooper T60 | Climax V8 | Dunlop | 1 (non-partant) | 0               | non-classé |

## Résultats aux 24 heures du Mans
| Année | Équipe                          | Voiture              | Équipier        | Résultat |
| ----- | ------------------------------- | -------------------- | --------------- | -------- |
| 1964  | Société Automobiles René Bonnet | René Bonnet Aérodjet | Pierre Monneret | Abandon  |